# Hänsel und Gretel
Hänsel und Gretel, dansk Hans og Grete, er en eventyropera i tre akter af Engelbert Humperdinck med libretto af Adelheid Wette. Operaen er baseret på eventyret om Hans og Grete og blev uropført 23. december 1893.
| Musik | Spire Denne musikartikel er en spire som bør udbygges. Du er velkommen til at hjælpe Wikipedia ved at udvide den. |